# Jean-Claude St-Onge
Pour les articles homonymes, voir St-Onge.
 (juin 2020).
Jean-Claude St-Onge (né en 1941) est un professeur, écrivain et philosophe québécois. Il est enseignant au collégial en philosophie au Collège Lionel-Groulx. Il a également enseigné les sciences économiques pendant plusieurs années.

## Biographie
Détenteur d'une maîtrise en philosophie de l'université de l'Alberta, Jean-Claude St-Onge fait une scolarité de doctorat à Aix-en-Provence. Il obtient un doctorat en socio-économie de l'université de Paris VIII en 1974. 
Il travaille à la Société Radio-Canada, puis devient recherchiste à la Confédération des syndicats nationaux. Il enseigne ensuite l'histoire économique à l'Université du Québec à Montréal. Il quitte sa permanence pour devenir rédacteur en chef de La Forge, un journal marxiste-léniniste, entre les années 1976 et 1982.  
Depuis 2001, il s'intéresse particulièrement à l'industrie pharmaceutique (Pharmas). Il prononce de nombreuses conférences sur le sujet notamment au premier congrès international du médicament à Montréal (2005) et au 11e congrès international de la santé publique à Rio de Janeiro (2006). Dans son dernier ouvrage il fait une analyse détaillée des manœuvres des Pharmas pour prouver, à partir d'hypothèses et de résultats de recherches passablement manipulées[non neutre], l'existence du TDAH et pour généraliser les indications aux médicaments censés guérir chez l'enfant et, depuis quelques années, chez l'adulte.

## Publications
- L'Imposture néolibérale. Marché, liberté et justice sociale, Éditions Écosociété, 2005,  (ISBN 2921561506).
- Dieu est mon copilote. La Bible, le Coran et le 11 septembre, Éditions Écosociété, 2002.
- La Condition humaine. Quelques conceptions de l'être humain, 4e édition, 2010, préface d'Albert Jacquard, Gaëtan Morin, Chenelière Éducation.
- ADQ : voie sans issue, en collaboration avec Pierre Mouterde, Éditions Écosociété, 2002.
- Les dérives de l'industrie de la santé, Éditions Écosociété, 2006,  (ISBN 978-2-923165-28-8).
- L'Envers de la pilule. Les dessous de l'industrie pharmaceutique. Éditions Écosociété, 2e édition 2008. Préface d'Amir Khadir.
- Tous fous ? : L'influence de l'industrie pharmaceutique sur la psychiatrie, Montréal, Écosociété, 2013, 275 p. (ISBN 978-2-89719-042-2, présentation en ligne)
- TDAH ? Pour en finir avec le dopage des enfants,Éditions Écosociété, 2015,  (ISBN 2897192100).

## Prix et distinctions
Il reçoit le prix Orange de l'Association des groupes de défense des droits en santé mentale du Québec en 2006 pour son ouvrage L'envers de la pilule. 